# Insensibilité congénitale à la douleur
Pour les articles homonymes, voir ICD.
 Mise en garde médicale
L'insensibilité congénitale à la douleur (ICD), décrite pour la première fois par George Van Ness Dearborn en 1932, est une maladie rare et très grave, le plus souvent de cause génétique et de transmission autosomique récessive,. Elle se caractérise par la perte du sens de la douleur sous toutes ses formes et sur tout le corps, avec conservation des autres sensations tactiles.

## Description clinique
Cette maladie se présente dès la petite enfance par des traumatismes passant inaperçus. Les patients connaissent la différence entre la sensation du froid et du chaud, mais ne sont pas capables de ressentir la douleur (brûlure par exemple par une boisson). Cela peut être très dangereux chez les enfants. Ils se blessent souvent et ne font pas attention, ce qui a souvent pour conséquence des contusions, des fractures mais aussi des lésions au niveau des lèvres et de la langue par morsure. Les autres complications qui peuvent se présenter sont des infections, des blessures internes ou bien des déformations des articulations. En effet, une accumulation de traumatismes sur une même zone peut endommager gravement le corps, et ceci parfois de manière définitive. Ceci implique alors des opérations ou la mise en place de prothèses pour compenser.
Des complications ostéomyélitiques de la mandibule et des extrémités sont fréquentes.
Ces traumatismes répétés conduisent souvent à une espérance de vie réduite chez les personnes atteintes d’insensibilité congénitale à la douleur. Ce n’est pas la maladie elle-même qui cause la mort, mais surtout les accidents et les complications qui lui sont liés.
Beaucoup de personnes subissant cette maladie ont aussi une perte complète de l'odorat.

## Symptômes
Les symptômes sont des signes cliniques dont une personne peut se plaindre. La spécificité de cette maladie est justement l’absence de symptômes de douleur.
Ainsi, le seul symptôme possible de cette maladie est l’incapacité du malade à percevoir la douleur sous toutes ses formes. Or, ce symptôme rend le diagnostic de la maladie très compliqué.
Cette dernière peut alors être diagnostiquée par des signes physiques internes ou externes découverts lors d’examens médicaux et qui n’ont provoqué aucune douleur chez le patient et ce depuis la naissance.
En général, le diagnostic de cette maladie est posé lorsque l’enfant commence à avoir des dents et se mord la langue et les lèvres.

## Épidémiologie
L'insensibilité congénitale à la douleur se retrouve à Vittangi, un village de la municipalité de Kiruna, dans le nord de la Suède, où près de 40 cas ont été signalés.

## Causes
L’origine de l'insensibilité congénitale à la douleur est assez floue.
Dans la majorité des cas recensés, la maladie est due à une mutation du gène SCN9A transmise selon le mode autosomique récessif. On connaît trois mutations du SCN9A : W897X, située sur la boucle P du domaine 2 ; I767X, sur le segment S2 du domaine 2 ; et S459X, sur la région charnière entre les domaines 1 et 2.
Ce gène est responsable d’une partie de la structure des canaux sodium Nav1.7, appelée « sous-unité alpha ». Ces canaux sont présents dans des cellules nerveuses appelées « nocicepteurs ». Les nocicepteurs sont des récepteurs sensoriels dont le rôle est de transmettre l’information relative à la douleur au cerveau, sous forme de signaux électriques.
Les canaux Nav1.7 permettent l’entrée d’ions sodium (chargés positivement) dans les cellules nerveuses. Lors d’une mutation du gène SCN9A, les sous-unités alpha fabriquées grâce au gène sont non-fonctionnelles. Elles ne peuvent donc pas être utilisées pour créer des canaux sodiques Nav1.7. L’absence de ces canaux rend les nocicepteurs incapables de transmettre l’information sensorielle relative à la douleur au cerveau.
Dans d’autres cas, il semblerait que la maladie soit due à une production excessive d'endorphines (hormones ayant un puissant effet antidouleur) dans le cerveau.

## Conséquences (dangers de la maladie)
L’insensibilité congénitale à la douleur peut avoir de lourdes conséquences sur le malade, car en l’absence de douleur, celui-ci n’est pas alarmé par son organisme des éventuels traumatismes, maladies dont il est victime. Il ne peut par conséquent réagir aussi vite qu’un individu normal pour se prendre en charge et se soigner.
L'absence de sensations douloureuses expose à de nombreux dangers avec des risques de traumatismes passant inaperçus, surtout chez le nourrisson et le jeune enfant. En effet les gestes les plus anodins de la vie quotidienne peuvent conduire à des blessures diverses plus ou moins profondes. Le diagnostic de la plupart des maladies est rendu difficile chez ces personnes du fait de l'absence du symptôme d'alarme le plus commun qu'est la douleur.
Ces personnes auront ainsi tendance à s’exposer davantage au danger, car ils n’auront pas eu d’étape d’apprentissage de la douleur étant enfant qui permet de mémoriser les sources de douleurs et donc de danger. Ainsi, la douleur permet à un individu de se fixer des limites, notamment dans la perception de ce qu’il fait, mais aussi dans la façon dont il déplace son corps dans l’espace.
Voici certaines conséquences de cette maladie :
- Un retard intellectuel ;
- Automutilation pour comprendre leur corps ;
- Des brûlures ;
- Des accès de fièvre qui ne sont pas régulés par la transpiration ;
- La mastication peut entraîner des lésions de morsure des lèvres ou de la langue ;
- L'imitation d’enfants qui sont sensibles à la douleur ;
- La déformation des articulations ;
- Des blessures de la langue lors des pertes des dents de lait et arrachage des dents de lait ;
- Lésions de frottement au niveau des ongles de pieds ;
- Soupçons de maltraitances des parents chez ces enfants ;
- etc.

Les accidents et complications liés à cette maladie engendrent une espérance de vie en dessous de la moyenne.

## Prise en charge de la maladie
Il n’existe pas à proprement parler de traitement. Si la maladie est due à une production excessive d'endorphine, un traitement par la naloxone peut être adopté. Son rôle est de réactiver la propagation du message douloureux jusqu'au cerveau. Le seuil nécessaire pour faire naître la douleur sera donc diminué. Cependant, ce traitement n’est pas efficace dans tous les cas.
Le seul moyen afin de contrer cette maladie est la prévention et l’éducation du patient par l’intermédiaire d’un ergothérapeute. En effet, afin de prendre au mieux en charge celui-ci, il lui est très recommandé de faire des visites médicales afin de vérifier qu’il ne s’est rien cassé, ou qu’il n’a pas de traumatisme particulier. De plus, informer la famille et les proches n’est pas à négliger, car cela va leur permettre de l’aider à appréhender l’environnement comme s’il connaissait les zones de danger. La prévention à propos des complications tels que les infections et le traitement symptomatique des lésions est de plus nécessaire afin d’expliquer les enjeux. Dans des cas extrêmes, les dents de lait de l'enfant sont extraites. Cela permet de prévenir l'automutilation de la langue, les lèvres et les doigts jusqu'à ce qu'ils aient leurs dents d'adulte et soient en âge de comprendre et apprendre.
L’ergothérapeute va leur apprendre quelles sont les zones de la maison qui sont dangereuses grâce à des images. Celles-ci seront aussi présentes dans leur maison afin qu’ils arrivent à faire le lien entre les dangers potentiels de leur environnement et ceux appris avec le professionnel. C’est une façon de les éduquer, de leur “enseigner la douleur” de façon théorique.
Alors que certaines personnes peuvent penser que cette maladie est une chance, la vie du patient est ainsi très stricte. De nombreux métiers ou sports leur sont interdits et leur vie quotidienne est contraignante. De plus, cela peut entraîner beaucoup de complications, puisqu’il ne sait pas quand il se casse un os, par exemple, cela peut donc s’aggraver. On pensera notamment au cas de l’appendicite qui peut être mortel si l’infection évolue en péritonite.

## Synonymes
Cette maladie porte différentes dénominations :
- analgésie congénitale ;
- analgie congénitale ;
- indifférence congénitale à la douleur ;
- algoataraxie.

## Culture populaire
- Le roman L'Insensible (1991), de Claude D. Markus, raconte l'histoire d'un enfant (Donatien Gallien) né insensible à la douleur à la fin du XIXe siècle.
- Dans le film Détour mortel 4, on apprend au début du film que les cannibales qui dévoreront 30 ans plus tard les personnages du film sont atteints de cette maladie.
- Dans l'épisode 14 de la saison 3 de la série télévisée Dr House, une jeune fille de 16 ans est atteinte de cette maladie. Elle énumère au docteur House toutes les précautions qu'elle prend chaque jour.
- Dans l'épisode 3 de la saison 3 de la série télévisée Grey's Anatomy, une petite fille est atteinte de cette maladie et se prend pour un super-héros « invincible », elle demande à tous ceux qui ne la croient pas de la frapper dans le ventre pour appuyer ses dires.
- Dans les deuxième et troisième épisodes de Millénium de Stieg Larsson (livres et films), apparaît le personnage de Ronald Niedermann. En plus d'être un dangereux psychopathe, il est atteint de cette maladie.
- Dans le film Pained dirigé par Kwak Kyung-taek, le héros Nam-Soon, un collecteur de fonds pour un usurier, est atteint de cette maladie. Il s'automutile afin que les gens terrifiés remboursent leurs dettes.
- Dans l'épisode 8 de la série Grimm un homme est atteint de cette maladie, il est également un ogre et se venge des personnes qui l'ont condamné.
- Dans le film Insensibles (2012) de Juan Carlos Medina, il est raconté l'histoire de plusieurs enfants atteints de cette maladie qui sont internés dans un hôpital.
- Dans l'épisode 5 de la saison 1 de la série télévisée The Blacklist, le Coursier est atteint de cette maladie et s'en sert pour cacher les colis à livrer ou des objets utiles — comme on le voit vers la fin, il sort une paire de clés venant de sa main pour s'évader.
- Dans le livre Le Lecteur de cadavres d'Antonio Garrido (titre original : El Lector de Cadáveres publié en 2011), biographie romancée du premier médecin légiste de l'histoire dans la Chine impériale du XIIIe siècle, le héros Song Cí est atteint de cette maladie.
- Dans l'épisode 2 de la saison 3 de Perception, une femme qui s'écroule dans un tribunal meurt des suites d'une balle dans le dos. Le docteur Pierce comprend qu'elle souffre de cette maladie du fait qu'il est impossible qu'elle se fasse tirer dessus dans un tribunal et que personne n'entende de détonation. On apprend par la suite qu'elle s'est fait tirer dessus quelques heures avant d'arriver au tribunal.
- Dans le livre La Ballade de Lila K de Blandine Le Callet, le personnage de Justinien est une chimère atteinte de cette maladie[réf. nécessaire].
- Dans le drama coréen The Girl Who Sees Smells, le personnage principal, joué par Park Yoo-chun, est atteint de cette maladie.
- Dans le drama coréen Doctor John, l'acteur principal, joué par Ji Sung, est atteint de cette maladie et s'occupe d'un patient l'ayant aussi, mais qui finit par ressentir des douleurs.
- Dans l’épisode 7 de la saison 1 de la série télévisée Transplant, une jeune femme de 20 ans est atteinte de cette maladie. On découvre grâce à des prélèvements sanguins et une échographie qu’elle souffre d’une appendicite. Elle se fait opérer et s’en sort.
- Dans la série Possessions, l'héroïne principale, Natalie, interprétée par Nadia Tereszkiewicz, est atteinte de cette maladie.
- Michael Myers, l’antagoniste des films Halloween souffre d’insensibilité congénitale à la douleur. Ce qui le rend plus difficile à neutraliser ou à tuer.
- Dans la nouvelle de Manon Lilaas, Imperturbable, le personnage principal est insensible à la douleur et s'est mutilé toute son enfance. Aujourd'hui il a le corps recouvert de cicatrices. Ses os sont grandement fragilisés et ils doit subir des contrôles médicaux réguliers.
- Dans le film The Man Who Feels No Pain (2018) le personnage de Surya ne ressent pas la douleur. Il se rêve en redresseur de torts, s'entraîne, essuie son lot de déconvenues.
- Dans le film Novocaine (2025), Nathan « Novocaine » Caine, un employé de banque incapable de ressentir la douleur, qui part à la rescousse de sa collègue Sherry.